# Jacques Lelong
Jacques Lelong (ocasionalmente Jacobus Longus; Paris, 19 de abril de 1665 - 13 de agosto de 1721) foi um bibliógrafo francês. Ele se juntou aos Cavaleiros de Malta com a idade de dez anos, mas depois juntou-se aos Oratorianos. 
Foi sacerdote do Oratório e bibliotecário do estabelecimento da Ordem em Paris, onde passou a vida recluso. Ele publicou pela primeira vez uma Bibliotheca Sacra (1709), um índice de todas as edições da Bíblia, depois uma Bibliothèque historique de la France (1719), um volume de tamanho considerável, contendo 17.487 itens aos quais Lelong às vezes acrescenta notas úteis.
Seu trabalho está longe de ser concluído. Ele esperava em vão que seu amigo e sucessor, padre Desmolets, o continuasse; mas foi retomado por  Charles-Marie Fevret de Fontette, conselheiro do parlement de Dijon, que gastou quinze anos da sua vida e muito dinheiro reescrevendo a Bibliothèque historique. Os primeiros dois volumes (1768 e 1769) continham até 29.143 itens. Fevret de Fontette morreu em 16 de fevereiro de 1772, deixando o terceiro volume quase concluído. Surgiu em 1772, graças a Barbaud de La Bruyère, que mais tarde publicou o 4º e o 5º volumes (1775 e 1778). Nesta nova edição, a Bibliothèque historique é uma obra de referência da mais alta ordem; ainda é de grande valor.